# Primeira Divisão de 1974–75
A Primeira Divisão de 1974-75 foi a 41.ª edição do Campeonato Português de Futebol.
Este temporada, representou 16 clubes no campeonato.
Foi o Benfica que ganhou o campeonato. É o vigésimo primeiro título do clube de su história.

## Os 16 clubes participantes

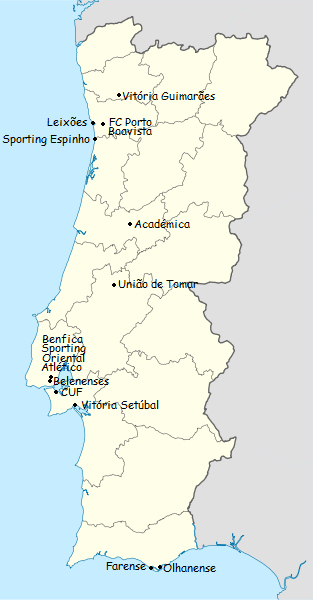
os 16 clubes participantes

| Equipa            | Participações    | Cidade     | No campeonato desde | Época 1973/1974 |
| ----------------- | ---------------- | ---------- | ------------------- | --------------- |
| Sporting          | 41 participações | Lisboa     | 1934/1935           | 1°              |
| Benfica           | 41 participações | Lisboa     | 1934/1935           | 2°              |
| FC Porto          | 41 participações | Porto      | 1934/1935           | 4°              |
| Belenenses        | 41 participações | Lisboa     | 1934/1935           | 5°              |
| Académica         | 39 participações | Coimbra    | 1973/1974           | 10°             |
| Vitória Setúbal   | 33 participações | Setúbal    | 1962/1963           | 3°              |
| Vitória Guimarães | 31 participações | Guimarães  | 1958/1959           | 6°              |
| CUF               | 22 participações | Barreiro   | 1954/1955           | 8°              |
| Atlético          | 22 participações | Lisboa     | 1974/1975           | segunda divisão |
| Boavista          | 18 participações | Porto      | 1969/1970           | 9°              |
| Leixões           | 18 participações | Matosinhos | 1959/1960           | 14°             |
| Olhanense         | 15 participações | Olhão      | 1973/1974           | 11°             |
| Oriental          | 7 participações  | Lisboa     | 1973/1974           | 12°             |
| Farense           | 5 participações  | Faro       | 1970/1971           | 7°              |
| União de Tomar    | 5 participações  | Tomar      | 1974/1975           | segunda divisão |
| Sporting Espinho  | Estreante        | Espinho    | 1974/1975           | segunda divisão |

## Classificações
| Pos | Equipa            | J  | V  | E  | D  | GM | GS | Diff | Pts |
| --- | ----------------- | -- | -- | -- | -- | -- | -- | ---- | --- |
| 1   | Benfica           | 30 | 21 | 7  | 2  | 62 | 12 | +50  | 49  |
| 2   | FC Porto          | 30 | 19 | 6  | 5  | 62 | 30 | +32  | 44  |
| 3   | Sporting          | 30 | 17 | 9  | 4  | 59 | 25 | +34  | 43  |
| 4   | Boavista          | 30 | 16 | 6  | 8  | 58 | 32 | +26  | 38  |
| 5   | Vitória Guimarães | 30 | 16 | 6  | 8  | 64 | 36 | +28  | 38  |
| 6   | Belenenses        | 30 | 14 | 7  | 9  | 45 | 37 | +8   | 35  |
| 7   | Vitória Setúbal   | 30 | 11 | 7  | 12 | 48 | 36 | +12  | 29  |
| 8   | CUF               | 30 | 10 | 9  | 11 | 41 | 41 | 0    | 29  |
| 9   | Leixões           | 30 | 10 | 9  | 11 | 29 | 42 | -13  | 29  |
| 10  | Atlético          | 30 | 10 | 9  | 11 | 29 | 42 | -13  | 29  |
| 11  | Farense           | 30 | 11 | 3  | 16 | 38 | 52 | -14  | 25  |
| 12  | União de Tomar    | 30 | 9  | 5  | 16 | 39 | 59 | -20  | 23  |
| 13  | Oriental          | 30 | 5  | 10 | 15 | 21 | 51 | -30  | 20  |
| 14  | Académica         | 30 | 7  | 6  | 17 | 33 | 47 | -14  | 20  |
| 15  | Olhanense         | 30 | 6  | 5  | 19 | 41 | 70 | -29  | 17  |
| 16  | Sporting Espinho  | 30 | 4  | 7  | 19 | 25 | 64 | -39  | 15  |

## Líder por jornada
| Jornadas | Jornadas | Jornadas | Jornadas | Jornadas | Jornadas | Jornadas | Jornadas | Jornadas | Jornadas | Jornadas | Jornadas | Jornadas | Jornadas | Jornadas | Jornadas | Jornadas | Jornadas | Jornadas | Jornadas | Jornadas | Jornadas | Jornadas | Jornadas | Jornadas | Jornadas | Jornadas | Jornadas | Jornadas | Jornadas |
| -------- | -------- | -------- | -------- | -------- | -------- | -------- | -------- | -------- | -------- | -------- | -------- | -------- | -------- | -------- | -------- | -------- | -------- | -------- | -------- | -------- | -------- | -------- | -------- | -------- | -------- | -------- | -------- | -------- | -------- |
| 1        | 2        | 3        | 4        | 5        | 6        | 7        | 8        | 9        | 10       | 11       | 12       | 13       | 14       | 15       | 16       | 17       | 18       | 19       | 20       | 21       | 22       | 23       | 24       | 25       | 26       | 27       | 28       | 29       | 30       |
| VG       | Benfica  | Benfica  | Benfica  | Benfica  | VG       | VG       | VG       | Benfica  | Benfica  | Benfica  | FC Porto | FC Porto | FC Porto | FC Porto | FC Porto | FC Porto | Benfica  | Benfica  | Benfica  | Benfica  | Benfica  | Benfica  | Benfica  | Benfica  | Benfica  | Benfica  | Benfica  | Benfica  | Benfica  |

## Calendário
|                   | BF  | PT  | SP  | BV  | VG  | BL  | VS  | CUF | LX  | AT  | FR  | UT  | OR  | AC  | OL  | SE  |
| Benfica           |     | 0-1 | 1-1 | 5-1 | 3-0 | 4-0 | 2-0 | 1-0 | 3-0 | 3-0 | 4-0 | 3-1 | 4-0 | 4-0 | 2-2 | 2-0 |
| FC Porto          | 0-3 |     | 1-1 | 2-1 | 1-1 | 0-4 | 1-1 | 2-1 | 1-1 | 5-0 | 2-0 | 3-0 | 4-0 | 2-0 | 4-1 | 4-0 |
| Sporting          | 1-1 | 2-1 |     | 1-0 | 2-3 | 1-0 | 1-0 | 1-1 | 5-2 | 6-1 | 3-0 | 3-0 | 3-0 | 1-0 | 7-0 | 5-1 |
| Boavista          | 0-0 | 1-2 | 2-0 |     | 3-0 | 2-1 | 1-0 | 6-1 | 4-0 | 6-3 | 1-1 | 6-1 | 3-0 | 1-0 | 2-1 | 0-0 |
| Vitória Guimarães | 0-1 | 2-0 | 0-0 | 1-2 |     | 2-0 | 3-2 | 1-0 | 0-0 | 2-2 | 3-0 | 0-0 | 5-0 | 3-1 | 4-0 | 5-0 |
| Belenenses        | 1-2 | 2-2 | 2-0 | 2-1 | 2-1 |     | 3-3 | 1-1 | 0-0 | 0-1 | 1-0 | 1-0 | 3-0 | 1-3 | 6-4 | 2-1 |
| Vitória Setúbal   | 2-1 | 1-1 | 1-1 | 3-2 | 0-4 | 0-0 |     | 1-2 | 8-0 | 8-0 | 1-2 | 2-1 | 3-0 | 2-0 | 2-3 | 0-0 |
| CUF               | 0-1 | 2-1 | 2-2 | 1-1 | 2-1 | 1-3 | 0-2 |     | 1-0 | 2-2 | 1-0 | 1-1 | 3-0 | 0-0 | 7-2 | 4-0 |
| Leixões           | 1-2 | 0-1 | 1-1 | 0-0 | 0-3 | 2-0 | 2-0 | 2-0 |     | 1-1 | 3-0 | 0-1 | 2-1 | 2-1 | 1-0 | 1-0 |
| Atlético          | 0-3 | 1-2 | 1-3 | 0-1 | 1-4 | 0-1 | 2-1 | 3-1 | 1-1 |     | 2-1 | 2-1 | 0-0 | 1-0 | 1-0 | 2-1 |
| Farense           | 0-4 | 1-6 | 1-2 | 1-0 | 2-5 | 1-3 | 0-1 | 1-0 | 2-1 | 4-1 |     | 5-2 | 1-0 | 3-0 | 2-1 | 5-0 |
| União de Tomar    | 0-0 | 1-5 | 1-2 | 1-2 | 3-2 | 0-1 | 1-0 | 1-0 | 1-1 | 5-2 | 0-3 |     | 3-0 | 1-4 | 4-2 | 3-1 |
| Oriental          | 0-0 | 1-2 | 0-0 | 0-0 | 2-0 | 1-1 | 0-1 | 1-1 | 3-3 | 2-0 | 1-1 | 2-3 |     | 2-2 | 1-0 | 0-0 |
| Académica         | 0-0 | 1-2 | 1-3 | 1-2 | 3-3 | 2-1 | 1-2 | 1-2 | 0-1 | 0-0 | 2-0 | 3-1 | 0-1 |     | 3-1 | 2-1 |
| Olhanense         | 0-1 | 1-2 | 1-0 | 3-1 | 2-3 | 1-2 | 1-1 | 1-2 | 0-1 | 3-5 | 1-1 | 1-1 | 2-0 | 3-1 |     | 2-1 |
| Sporting Espinho  | 1-2 | 0-2 | 0-1 | 1-6 | 2-3 | 1-1 | 1-0 | 2-2 | 2-0 | 2-3 | 1-0 | 2-1 | 1-3 | 1-1 | 2-2 |     |

## Melhores Marcadores
| #   | Jogador        | Clube    | Golos |
| 1   | Héctor Yazalde | Sporting | 30    |
| ... | ...            | ...      | ...   |

## Promoções e despromoções 1975/1976
Despromividos a Campeonato de Portugal de segunda divisão 1975/1976
- Oriental
- Olhanense
- Sporting Espinho

Promovidos a Campeonato de Portugal de primeira divisão 1975/1976
- Sporting Braga
- Estoril
- Beira Mar

## Campeão
| Campeonato de Portugal de primeira divisão 1974/1975 |
| ---------------------------------------------------- |
| Benfica 21° Título                                   |